# Mąklik otrębiasty

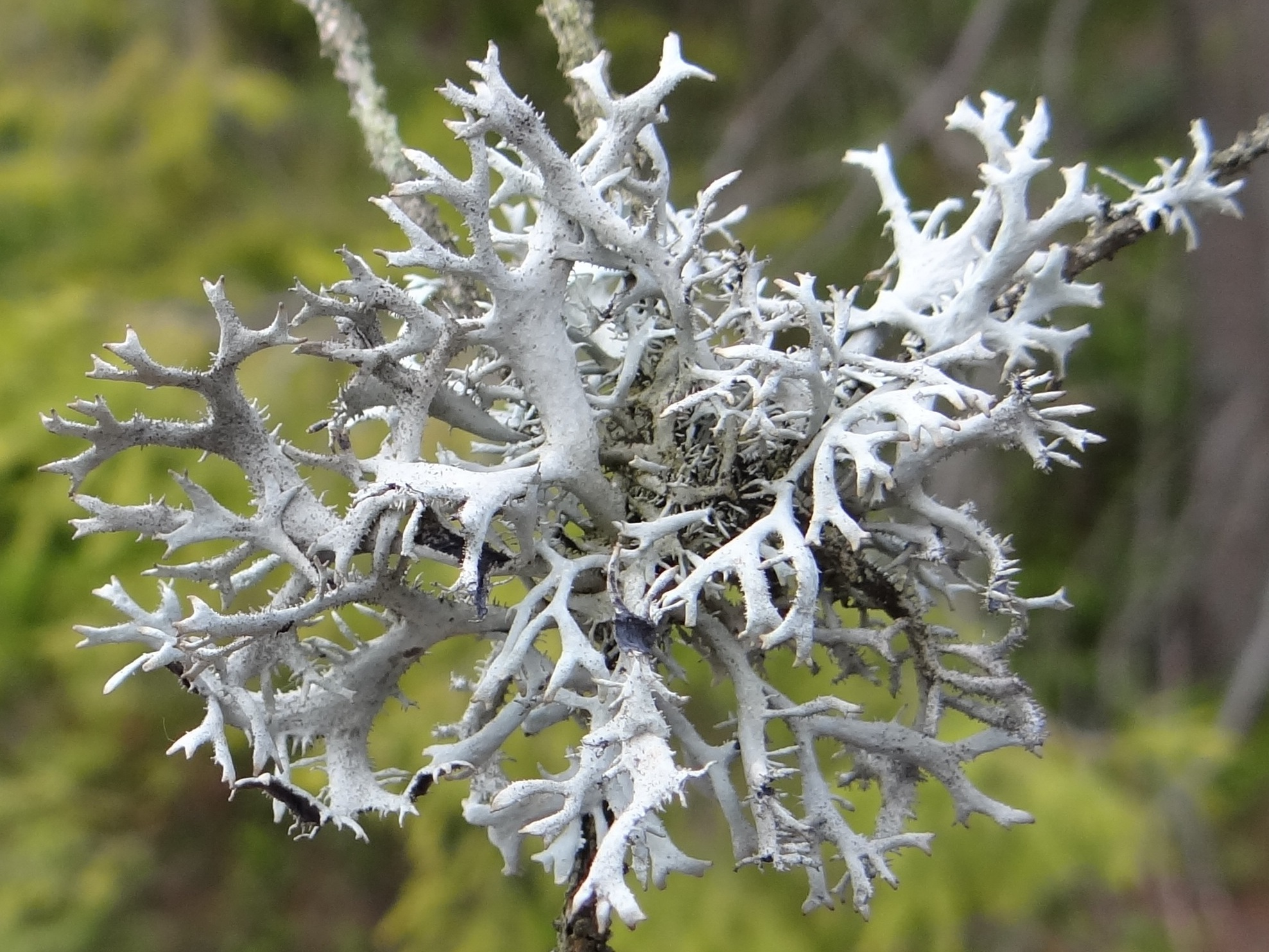
Powierzchnia górna często jest jasnoszara

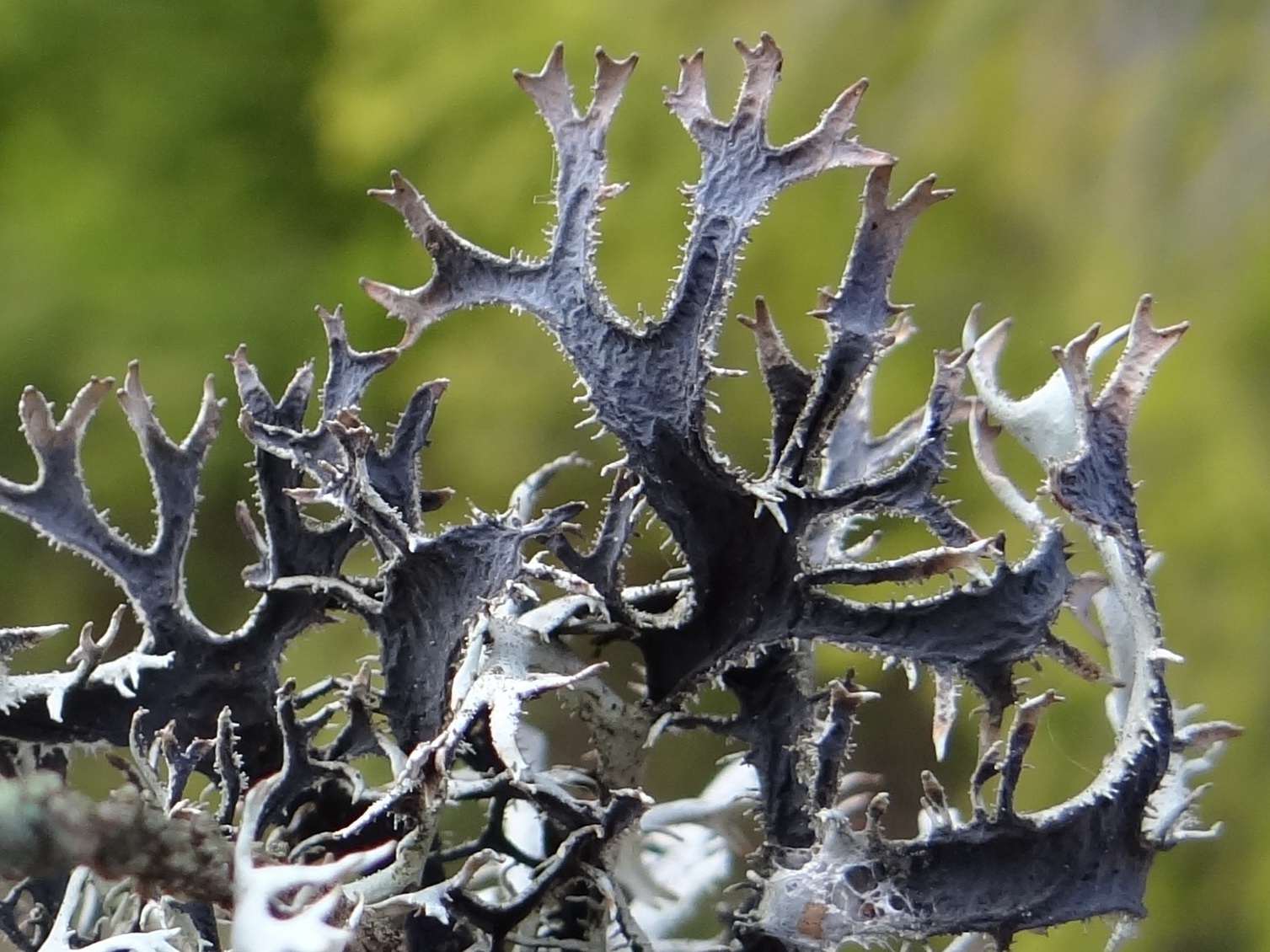
Dolna strona plechy

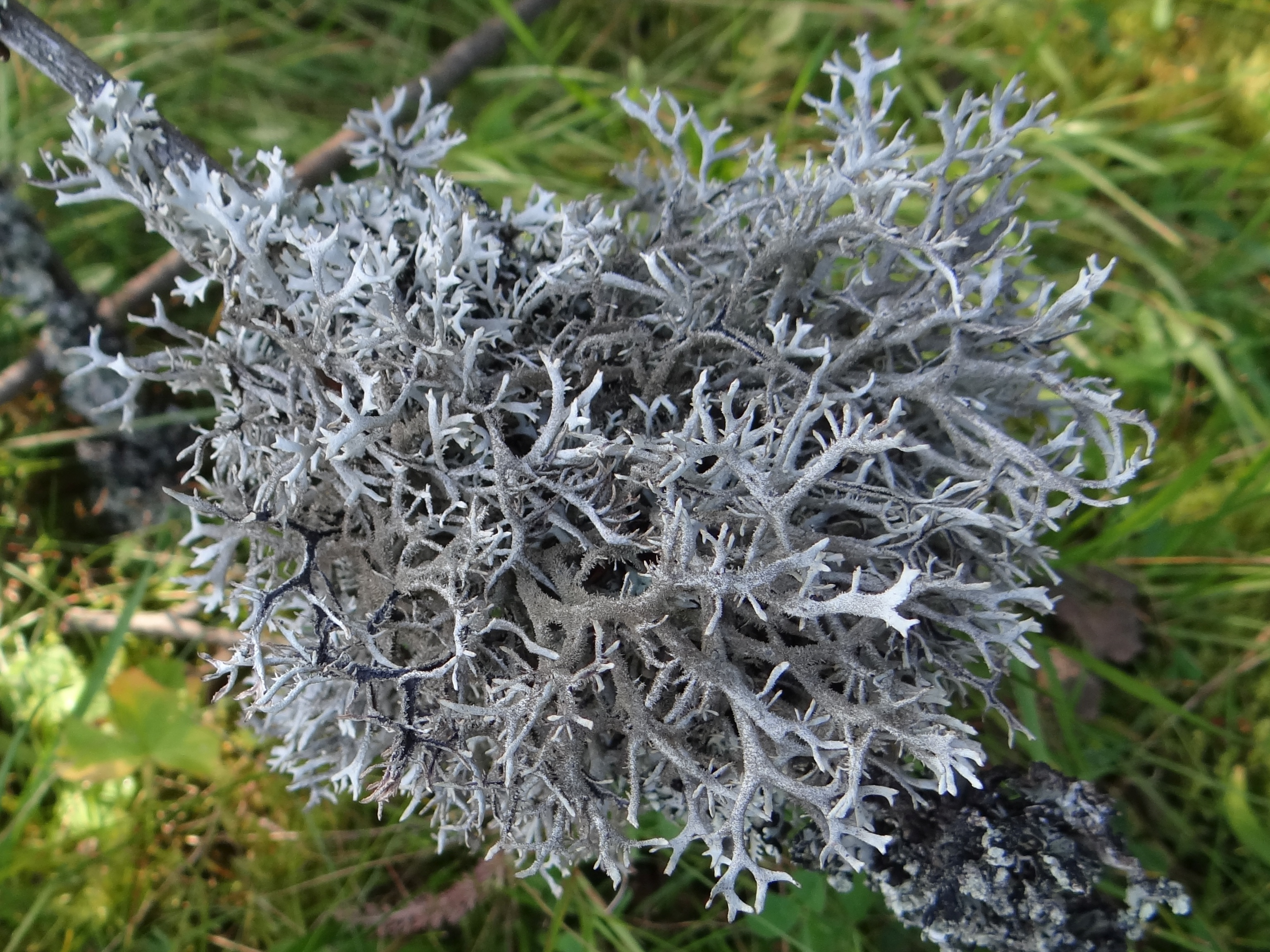

Mąklik otrębiasty (Pseudevernia furfuracea  (L.) Zopf) – gatunek grzybów z rodziny tarczownicowatych (Parmeliaceae). Ze względu na współżycie z glonami zaliczany jest do porostów.

## Systematyka i nazewnictwo
Pozycja w klasyfikacji według Index Fungorum: Parmeliaceae, Lecanorales, Lecanoromycetidae, Lecanoromycetes, Pezizomycotina, Ascomycota, Fungi.
Po raz pierwszy takson ten zdiagnozował w 1753 r. Karol Linneusz nadając mu nazwę Lichen furfuraceus. Obecną, uznaną przez Index Fungorum nazwę nadał mu w 1903 r. Friedrich Wilhelm Zopf, przenosząc go do rodzaju Pseudevernia. 
Niektóre synonimy naukowe:

- Borrera furfuracea (L.) Ach. 1810
- Evernia furfuracea (L.) W. Mann1825
- Evernia nuda (Ach.) K.G.W. Lång, 1912
- Hypogymnia furfuracea (L.) Krog 1951
- Lobaria furfuracea (L.) Hoffm. 1796
- Parmelia furfuracea (L.) Ach. 1803
- Parmelia nuda (Ach.) Gyeln. 1932
- Pseudevernia ericetorum (Fr.) Zopf 1905

Nazwa polska według Krytycznej listy porostów i grzybów naporostowych Polski. 
Występuje w dwóch odmianach:
- Pseudevernia furfuracea var. ceratea (Ach.) D. Hawksw. 1969
- Pseudevernia furfuracea var. furfuracea (L.) Zopf 1903

Odmiany te są identyczne morfologicznie, różnią się tylko wytwarzanymi metabolitami. 

## Morfologia
Plecha krzaczkowata lub listkowata, wznosząca się lub zwisająca. Jest to plecha heteromeryczna z glonami protokokkoidalnymi. Jest wielokrotnie, głęboko i nieregularnie podzielona. Odcinki plechy są lekko wypukłe, mają długość do 10 cm i szerokość do 1 cm, a brzegi podwinięte do tyłu. Górna powierzchnia ma barwę od bardzo jasnoszarej do ciemnoszarej i zazwyczaj występują na niej izydia. Są one wałeczkowate, brodawkowate lub igiełkowate, pojedynczo lub rozgałęziają się koralikowato. Na dolnej powierzchnia plecha jest rynienkowata, żyłkowana lub pomarszczona, Zazwyczaj ma barwę szaroczarną lub czarną, czasami tylko jest brunatna, różowawa lub biaława. Chwytniki występują rzadko.

## Czynności życiowe
Rozmnaża się głównie wegetatywnie poprzez izydia. Apotecja z brunatnymi tarczkami mają średnicę 2-15 mm, pojawiają się jednak bardzo rzadko. W worku powstaje po 8 jednokomórkowych, bezbarwnych, elipsoidalnych zarodników o rozmiarach  7,5–10 × 4–5,5 μm.
Wytwarza kwas physodiowy lub kwas olivetiorowy (w zależności od odmiany) oraz kwas benzoesowy, atranorin, kwas oxyphysodiowy i kwas virensiowy. Są to tzw. kwasy porostowe.

## Występowanie
Szeroko rozprzestrzeniony. Najliczniej notowany w Europie i USA, ale występuje także  azjatyckiej części Rosji, w Afryce i Ameryce Południowej. W Polsce jest pospolity na terenie całego kraju. Był gatunkiem ściśle chronionym, od 9 października 2014 r. został wykreślony z listy gatunków porostów chronionych.
Występuje w lasach i na otwartych przestrzeniach, rosnąc na korze drzew szpilkowych i liściastych, zarówno na żywych drzewach, jak i na martwym drewnie. Wyjątkowo tylko spotykany jest na podłożu skalnym.

## Zastosowanie
- Akumuluje metale ciężkie, takie jak Cr, Zn, Cd, Pb, Ni, Fe, Mn i Cu w ilościach proporcjonalnych do ich stężenia w powietrzu, dzięki temu może być używany do biomonitoringu zawartości tych pierwiastków w powietrzu[5],
- We Francji wytwarza się z niego niektóre perfumy. Rocznie zużywa się w tym celu 1900 ton plechy porostu[5],
- W Hiszpanii używano wywaru z mąklika otrębiastego do leczenia schorzeń układu oddechowego[10],
- Ma działanie przeciwbakteryjne w stosunku do wielu bakterii[5].